# Andrea Muheim
Andrea Muheim (* 6. Juni 1968 in Zürich; † 14. Juni 2023) war eine Schweizer Malerin und Objektkünstlerin.

## Leben
Andrea Muheim wurde 1968 in Zürich geboren, ihr Heimatort ist Flüelen. Ihr Sohn Miro (* 1998) ist Fußballprofi. Nach dem Vorkurs an der Kunstgewerbeschule Zürich (1988–1989) studierte sie von 1989 bis 1991 an der Kunstgewerbeschule Bern, Fachklasse für Freie Kunst. Seit Anfang der 1990er-Jahre arbeitet Muheim eigenständig in ihrem Atelier; sie nimmt an Ausstellungen in der Schweiz teil. Von 2019 bis 2023 war  Muheim als Dozentin für figürliche Malerei am Propädeutikum der Zürcher Hochschule der Künste tätig. Die Künstlerin lebte und arbeitete in Zürich.
Im Rahmen von Porträtaktionen malt Andrea Muheim seit 2011 Besucherinnen und Besucher verschiedener Kunsträume; während der Corona-Pandemie (2020) entsteht die Werkgruppe der sogenannten «Skype-Porträts». Im gleichen Jahr porträtiert sie die Zürcher Regierungspräsidentin Carmen Walker Späh für die Zürcher Ahnengalerie.
1995 wurde Andrea Muheim im SF DRS porträtiert. Ihre Werke sind in folgenden Sammlungen vertreten: Aargauer Kunsthaus, Aarau (Sammlung Andreas Züst); Haus für Kunst Uri (Heinrich-Danioth Stiftung), Altdorf; Kunstsammlung der Stadt Bern; Kantonale Kunstsammlung Uri; Sammlung Credit Suisse; Zürich, Keller-Wedekind-Stiftung; Kunstsammlung Kanton Zürich; Kunstsammlung der Stadt Zürich.

## Ausstellungen

### Einzelausstellungen
- 2022 Malerei als Selbstgespräch, Villa Renata, Basel[11]
- 2021 Andrea Muheim. KWS-Kunstpreis 2021, Fabian & Claude Walter Galerie, Zürich[12]
- 2019 Was wird morgen sein?, Kunstsammlung Albert und Melanie Rüegg, Zürich[13]
- 2014 Galerie Bernhard Schindler, Goldiwil[14]
- 2013 Galerie Niedervolta, Altdorf
- 2013 La Cène, Fribourg
- 2013 My Zurich, Pythongallery, Erlenbach
- 2013 Galerie Haldemann, Bern
- 2011 Suvretta House, St. Moritz
- 2010 Lichtblicke, galerie stephan witschi, Zürich
- 2010 Andrea Robbi Museum, Sils Maria
- 2009 Galerie Haldemann, Bern
- 2008 Ansichten, galerie stephan witschi, Zürich
- 2008 galerie open, Berlin
- 2006 Recuerdos De Mexico, Dienerstrasse 29, Zürich
- 2005 Stickereien, Dienerstrasse 29, Zürich
- 2004 Das Ich als Metapher, galerie stephan witschi, Zürich
- 2003 Bäder, Dienerstrasse 29, Zürich
- 2002 Am Fenster gemalt, message salon, Zürich
- 2000 Galerie Schedler, P 77, Zürich
- 1999 galerie - ein raum des kulturbüros, Zürich
- 1998 Gestickte Decke, SEV Halle, Zürich
- 1997 Ich und andere, message salon, Zürich
- 1996 Atelier-Ausstellung, Reitergasse, Zürich
- 1995 Galerie Sigristenkeller, Bülach
- 1994 Atelier-Abschlussausstellung, Militärstrasse Zürich
- 1993 Galerie Heiquell, Zürich
- 1992 Galerie Incognito, Zürich
- 1990 Laboratorium, Bern

### Gruppenausstellungen
- 2024 10 Jahre Salon der Gegenwart, Kunsthaus Zofingen[15]
- 2024 Ein langer Weg in kurzer Zeit. Tomas Kratky und seine Gegenwart, Villa Renata, Basel[16], und Kunstraum Bern Bümpliz[17]
- 2024 drifting, Andrew Graves, Andrea Muheim, a_publik, Zürich[18]
- 2014 Kunst 14, Zürich; mit Pythongallery, Erlenbach
- 2014 60 years and the story goes on, Galerie Bernhard Schindler, Goldiwil
- 2014 Scope, Basel; mit Pythongallery, Erlenbach
- 2013 Kunst 13, Zürich; mit Pythongallery, Erlenbach
- 2012 Einstiche, Galerie Ritter 17, Bremen[19]
- 2012 Kunst macht glücklich, galerie stephan witschi, Zürich
- 2012 Menschenmass, Museum Bruder Klaus, Sachseln
- 2012 Grösser als Zürich - Kunst in Aussersihl, Helmhaus, Zürich
- 2012 Kunstszene Zürich, Freilager
- 2011 All diese Altmodischen Sachen, Oxyd, Winterthur[20]
- 2011 Drei aktuelle Positionen in der Malerei, Gluri-Suter-Huus, Wettingen[21]
- 2010 Fadentiefe, Museum Bickel, Walenstadt
- 2010 Edition 5, Haus für Kunst Uri, Altdorf
- 2009 Mythos Kindheit, Haus für Kunst Uri, Altdorf[22]
- 2009 Myth Childhood, CCA Kunsthalle, Andratx, Mallorca
- 2009 Kunst 09, Zürich; mit Galerie Margit Haldemann, Bern
- 2008 "...aus einem malerischen Land", HangART-7, Salzburg
- 2008 Figurativ, Stadthaus, Zürich
- 2008 Kunst Aussersihl, Museum Baviera, Zürich
- 2008 int. Art Fair, Seoul; mit galerie stephan witschi
- 2007 Kunstsalon, Berlin; mit galerie stephan witschi
- 2007 Kunstszene, Toni-Molkerei, Zürich
- 2006 Edition 5, Kunsthaus Pasquart, Biel
- 2006 galerie stephan witschi, Zürich
- 2006 Greatest Hits, Alte Feuerwache, Mannheim
- 2005 Lokale Aufhellungen, Helmhaus, Zürich
- 2005 Dada Festwochen, Blis, Zürich
- 2005 Private view, Ausstellungsraum 25, Wald
- 2005 Jahresausstellung, Kunstmuseum, Luzern
- 2005 les complices, Zürich
- 2004 Kunstverein Giesshübel, Zürich
- 2004 Kunst 04, off spaces, Zürich
- 2003 Galerie Lehmann Leskiw, Toronto
- 2003 Galerie Schedler, Zürich
- 2003 Kunstszene, Tonimolkerei Zürich
- 2003 Kunst 03; mit message salon, Zürich
- 2002 Ikonen, Coninx-Museum, Zürich
- 2002 Plein air, am See, Zürich
- 2002 Kunst 02, Zürich; mit Galerie Schedler, Zürich
- 2000 Positionen, Haus für Kunst Uri, Altdorf
- 2000 Galerie Schedler, Zürich
- 2000 Freibad Letzigraben, Zürich
- 2000 projekt:objekt, Shed im Eisenwerk, Frauenfeld
- 2000 Kunstszene Zürich, Hürlimannareal Zürich
- 1998 Der Blick in die Ferne, Haus für Kunst Uri, Altdorf
- 1992 Ohne Nenner, Berner Galerie, Bern
- 1992 Sans contexte, Centre PasquART, Biel
- 1992 Kunstszene, Predigerkirche Zürich
- 1991 Diplomausstellung FFK, Dampfzentrale, Bern
- 1990 Weihnachtsausstellung, Kunsthalle, Bern

## Preise und Stipendien
- 2021 KWS-Kunstpreis 2021 der Keller-Wedekind-Stiftung KWS
- 2011 Werkbeitrag, Esther Matossi-Stiftung, Zürich
- 2011 Werkankauf, Kunst- und Kulturstiftung Heinrich Danioth, Altdorf[23]
- 1997 Werkjahr, Kunst- und Kulturstiftung Heinrich Danioth, Altorf
- 1995 Zolliker Kunstpreis, Zollikon

## Publikationen
- Andrea Muheim. Malerei als Selbstgespräch, hrsg. von Mirjam Fischer, Grafik: Aude Lehmann, Verlag für moderne Kunst VFMK, Wien 2022, ISBN 978-3-903439-32-0.
- Patrick Schedler: Zürich - Bangkok - Zürich. Kehrerverlag, 2002. ISBN 978-3-933257-61-1
- Ansichten. Edition Stephan Witschi, 2008